# José Santiago Crespo Pozo
José Santiago Crespo Pozo (Redondela, 8 de julio de 1909 - Junquera de Ambía, 10 de noviembre de 1978) fue un sacerdote mercedario y escritor español.

## Trayectoria
Hizo sus primeros estudios en Vigo en los colegios de los jesuitas y salesianos. Ingresa después en el convento mercedario de Sarria, Lugo, en el que emite los votos en 1926. De allí fue trasladado al monasterio de San Juan de Poyo, para completar estudios de Filosofía y Teología. Recibió el orden sacerdotal en 1931. Dentro de la orden mercedaria ostentó varios puestos directivos, tanto en España como en América Latina. Durante la guerra civil española (1936-1939) fue voluntario en las tropas de los sublevados, el bando nacional. Fue miembro correspondiente de diversas instituciones culturales como la Real Academia Galega y la Real Academia de la Historia.
De su obra escrita cabe destacar sus estudios de Heráldica, Genealogía y Lexicografía.

## Obra publicada (selección)
- Santa Trahamunda. Leyenda sacra. Pontevedra. 1943
- Ascendencia gallega de Bolívar. Bogotá. 1953
- Linajes de Galicia en el Perú. Lima. 1953
- Santa María de Pontevedra. Labras heráldicas y enterramientos de familias hidalgas. Pontevedra
- Blasones y Linajes de Galicia. 4 tomos. 1957-1965.
- Contribución a un Vocabulario Castellano-Gallego. Madrid. 1963.
- Nueva contribución a un Vocabulario Castellano-Gallego: con indicación de fuentes e inclusión del gallego literario (galaico-portugués). 4 tomos. 1972-1985.

- Datos: Q538075